# Micrurapteryx kollariella
Espèce
Micrurapteryx kollariella est une espèce eurasiatique de lépidoptères (papillons) de la famille des Gracillariidae.

## Répartition
Micrurapteryx kollariella se rencontre dans toute l'Europe à l'exception des îles Britanniques et de la Fennoscandie, ainsi qu'en Asie (Russie, Kazakhstan, Chine).

## Écologie
Les chenilles consomment les plantes Chamaecytisus polytrichus, Cytisus scoparius, Cytisus sessilifolius, Genista germanica, Genista sericea, Genista tinctoria, Laburnum anagyroides, Lembotropis nigricans, Lupinus et Petteria ramentacea. Elles minent les feuilles de la plante hôte : la mine commence comme une tache étoilée et lobée sur la nervure principale, puis se développe en une tache superficielle qui couvre presque toute la foliole. La couleur est vert clair au début, mais vire rapidement au brun. Presque tous les excréments sont éjectés de la mine. La chenille peut quitter la mine et commencer à miner ailleurs. La nymphose a lieu en dehors de la mine.